# Nicolae Dărăscu
Nicolae Dărăscu (n. 18 februarie 1883, Giurgiu, Vlașca, România – d. 14 august 1959, București, România) a fost artist vizual român modernist, acuarelist, pictor, influențat de curentele impresionism și neoimpresionism.

## Biografie

### Studii, ani timpurii
În perioada 1902 - 1906 a studiat la Școala Națională de Arte Frumoase din București, clasa G. D. Mirea. După terminarea studiilor, datorită admirației sale pentru operele lui Nicolae Grigorescu și Ștefan Luchian, pleacă cu o bursă la Paris (1906). Acolo cunoaște atmosfera atelierului lui Jean Paul Laurens (Academia Julien) iar un an mai târziu (1907) a celui patronat de Luc Olivier Merson (Academia Artelor Frumoase).
Călătorește în sudul Franței, la Toulon și St. Tropez (1908), la Veneția (1909), dar și în țară în zona Vlaici-Olt (1913) și Dobrogea (Balcic – 1919). Contactul cu artiști din alte zone culturale ale Europei, călătoriile care au inclus și vizitarea marilor muzee aveau să-i deschidă orizonturi noi, conducându-l spre un limbaj pictural ce păstrează legăturile cu realitatea și tradițiile artei românești. 
Spre deosebire de mulți dintre contemporanii săi, Dărăscu arareori a pictat interioare sau naturi moarte. În schimb, a călătorit foarte mult, fiind în căutarea  peisajelor care îi aminteau de tinerețea sa, de exemplu în Delta Dunării sau pe coasta Mării Negre, peisaje pictate în manieră impresionistă.
În 1910 expune un autoportret la Societatea Artiștilor Francezi din Paris.
Citește cartea lui Paul Signac "De la Delacroix la neoimpresionism" și caută să-l cunoască pe autor. Studiază textele lui Chervreul și Helmholz asupra legilor opticii care guvernează raporturile dintre culori, efectul acestora asupra operelor sale fiind vizibil cu ocazia expoziției din 1913.

### Maturitatea artistică
Cu timpul însă expresivitatea de factură matissiană îl atrage mai puternic, determinând-ul să-și reducă paleta coloristică numai la roșu, galben, albastru și verde, redarea armoniei cromatice făcându-se acum prin juxtapunerea acestora. Este perioada în care pare obsedat de misterul Veneției ("Palat venețian"), de colinele Balcicului sau de poezia bulevardelor bucureștene ("Calea Victoriei pe ploaie"). Spre sfârșitul vieții ajunge la o stăpânire rațională a mijloacelor de expresie, fapt dovedit de mari compoziții cu nuduri feminine sau peisaje ("Cimitir turcesc", "Peisaj argeșean"). 
Nicolae Dărăscu are meritul de a fi conturat o școală națională de pictură și de a fi creat un climat cultural deschis noilor idei în epocă. În 1917 alături de pictorii Camil Ressu, Ștefan Dimitrescu, Iosif Iser și sculptorii Dimitrie Paciurea, Cornel Medrea și alți artiști pune la Iași bazele Asociației "Arta Română". 
Cea mai importantă expoziție personală se organizează în anul 1936, la sala Dalles unde expune 85 de lucrări. Printre lucrările sale de referință se numără tablourile "Vedere din Argeș" sau seria de peisaje din Deltă.
Din 1936 până în 1950 a fost profesor la Academia de Arte Frumoase din București, catedra de desen artistic.
Pictura sa dezvăluie disprețul contemporan pentru detaliile obiectului, în favoarea redării formelor prin culoare. Peisajele sale se caracterizează prin amploarea viziunii  ("Calea Victoriei pe ploaie", "Palat venețian", peisaje din Delta).

## Distincții
- Ordinul Meritul Cultural în gradul de Cavaler cl. II, pentru teatru (23 septembrie 1942)[6]